# Zuzana Hejnová
Zuzana Hejnová (* 19. prosince 1986 Liberec) je bývalá česká atletka, jejíž specializací byl běh na 400 m překážek a běh na 400 m.
Na trati 400 m překážek je stříbrnou medailistkou z Letních olympijských her 2012 v Londýně a dvojnásobnou mistryní světa z MS 2013 v Moskvě a MS 2015 v Pekingu. Profesionální atletickou kariéru ukončila v květnu roku 2022 ve věku 35 let.
Český rekord na trati 400 m překážek překonala poprvé v roce 2005. Od té doby ubrala z rekordního času přes tři sekundy a přiblížila jej na méně než půl sekundy k tehdy platnému světovému rekordu Rusky Julije Pečonkinové. Současná hodnota rekordu činí 52,83 sekundy, což je vítězný čas z moskevského finále. Hejnová je také držitelkou bývalého historicky nejlepšího výkonu na netradiční trati 300 metrů překážek, a to časem 38,16 s, zaběhnutým rovněž v roce 2013.
Je mnohonásobnou vítězkou mítinků Diamantové ligy, v letech 2013 a 2015 vyhrála i celkové hodnocení disciplíny 400 m překážek žen. V roce 2013 nastoupila na této trati celkem ke 13 závodům, ani jednou nebyla poražena. V estonském Tallinnu pak byla jako první Češka vyhlášena nejlepší atletkou Evropy pro rok 2013.
Je odchovankyní klubu AC Slovan Liberec, mezi roky 2002–2004 závodila za TJ LIAZ Jablonec, v letech 2005–2012 startovala v barvách USK Praha a od roku 2013 je jejím klubem Dukla Praha. Její trenérkou je aktuálně Dana Jandová.

## Osobní život
Narodila se 19. prosince 1986 v Liberci. Její rodiče Pavel Hejn a Alena Hejnová ji už odmala vedli ke sportu. Vzorem jí byla i starší sestra Michaela, česká reprezentantka ve víceboji a účastnice LOH 2004 v Athénách.
Již od 2. třídy základní školy navštěvovala atletický kroužek a od 5. ročníku pak atletickou třídu na sportovní škole. Odmala také hrála na klavír, ale atletika nakonec dostala přednost. V 8. třídě začala trénovat v Jablonci pod atletickou trenérkou Danou Jandovou, která ji vedla v dalších letech k prvním juniorským úspěchům.
Po ukončení základní školy začala studovat libereckou Střední pedagogickou školu. Ve třetím ročníku začala trénovat v Praze (v USK Praha) pod trenérkou Martinou Blažkovou. Po maturitě na střední škole v roce 2006 se začala profesionálně věnovat atletice. Jako talisman si  na závody vozila plyšového medvěda Česťu. Během kariéry byla členkou atletického oddílu Dukla Praha, kde ji do konce sezony 2016 vedl trenér Dalibor Kupka. Následně ji trénoval bývalý německý překážkář Falk Balzer. Sportovním vzorem pro ni byla americká sprinterka Allyson Felixová.
S partnerem Markem Zúberem žije v Hostivicích, kde v prosinci 2023 otevřeli pekárnu. V říjnu 2022 se jim narodil syn Matyáš.

## Kariéra

### Juniorské úspěchy, první národní rekordy
Již v roce 2003 se v kanadském Sherbrooku stala na trati 400 m překážek mistryní světa do 17 let. V témže roce byla v anketě Atlet roku vyhlášena jako objev roku. O rok později pak v italském Grossetu obsadila 2. místo na mistrovství světa juniorů.
V roce 2005 získala na mistrovství Evropy juniorů v Kaunasu zlatou medaili. Její čas 55,89 s byl zároveň novým českým rekordem, výkon Anny Filičkové z roku 1983 (56,18 s) zlepšila o 29 setin. Dosaženým časem splnila i mírnější limit pro mistrovství světa dospělých v Helsinkách.
V 18 letech ji tedy čekala první velká akce. Na MS 2005 se neztratila. Časem 56,86 s skončila ve svém rozběhu čtvrtá a postoupila do semifinále. Tam skončila v čase 57,29 s sedmá.
Těsně po MS ji o český rekord připravila Alena Rücklová. Hejnová si rekord vzala zpět o rok později, kdy v Praze na závodech první ligy Evropského poháru v atletice zaběhla čas 55,83 s.
Na ME 2006 se opět probojovala do semifinále, kde ve svém běhu skončila časem 56,39 s pátá. Běžela i štafetu 4×400 m, do finále však ani tady nepostoupila.
V roce 2007 na mistrovství světa v japonské Ósace ukázala dobrou formu už v rozběhu, kdy si s vypuštěným závěrem pohlídala čtvrté postupové místo v čase 55,87 s, jen čtyři setiny za jejím osobním a národním rekordem. V semifinále pak zlepšila zmíněný osobní i národní rekord o celých 79 setin na 55,04 s, stačilo to však pouze na 6. místo v jejím běhu a 13. místo celkově.

### 2008: Sedmá na olympiádě v Pekingu
Na mítinku Zlatá tretra v Ostravě dne 12. června 2008 znovu zlepšila český rekord na 400 m překážek na 54,96 s, poprvé se dostala pod hranici 55 sekund.

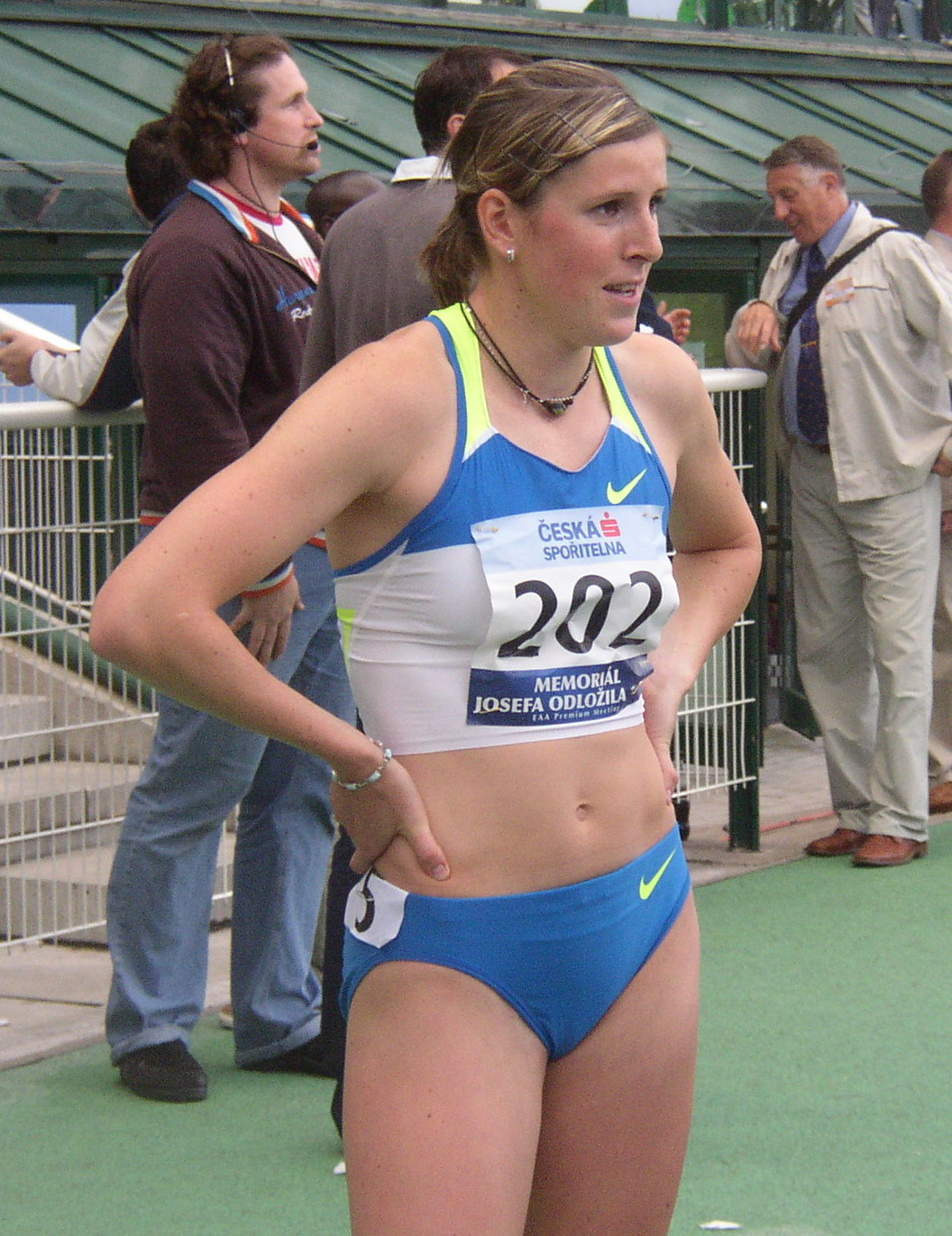
Zuzana Hejnová na Memoriálu Josefa Odložila v červnu 2008

Na letních olympijských hrách v Pekingu si v rozběhu pohlídala třetí postupovou pozici v čase 55,91 s. Ve svém semifinále skončila časem 55,17 s čtvrtá, což znamenalo postup (z každého ze dvou běhů postupovaly čtyři nejlepší závodnice) a první finále mezi dospělými na velké akci. Ve finále konaném 20. srpna 2008 si pak doběhla pro 7. místo, časem 54,97 s zaostala pouze jednu setinu za svým vlastním českým rekordem.

### 2009–2011: Vylepšování českého rekordu, čekání na medaili
Dne 7. července 2009 na mítinku v Lausanne zaběhla trať v čase 54,94 s a opět zlepšila národní rekord. Na MS 2009 v Berlíně skončila v semifinále na celkovém jedenáctém místě a do osmičlenného finále nepostoupila.
Dne 10. června 2010 posunula hodnotu českého rekordu na Diamantové lize v Římě o 77 setin na 54,13 s. Na ME 2010 v Barceloně se probojovala do finále, kde obsadila 4. místo časem 54,30 s.

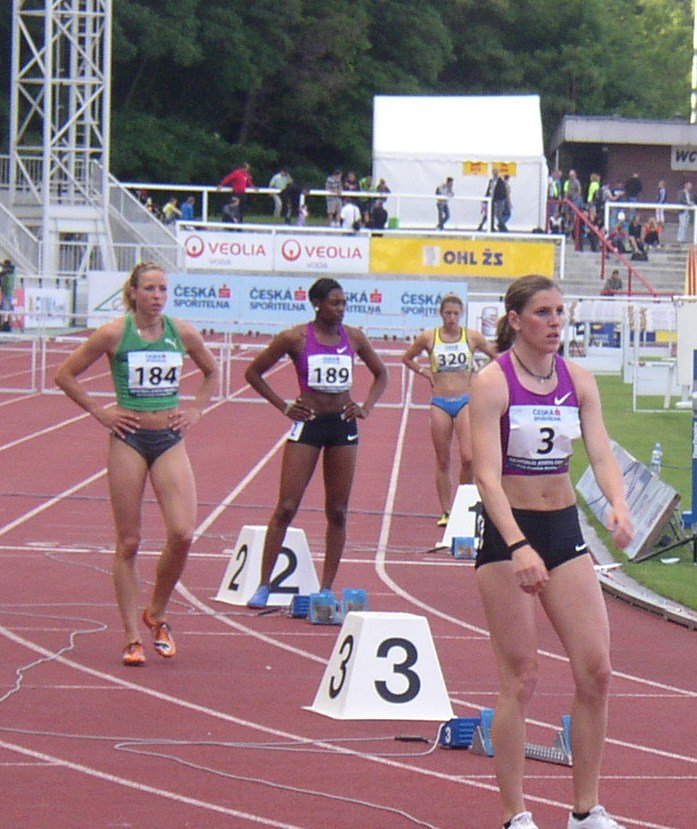
Zuzana Hejnová (s číslem 3) se chystá ke startu na Memoriálu Josefa Odložila 2010

Na halovém mistrovství Evropy 2011 v Paříži startovala netradičně ve víceboji. Mistrovský pětiboj dokončila v osobním rekordu 4453 bodů na solidním 7. místě.
Dne 18. června 2011 v rámci Mistrovství Evropy družstev ve Stockholmu vytvořila časem 53,87 s nový český rekord (poprvé v historii pod 54 s). Dne 8. července 2011 na mítinku Diamantové ligy v Paříži český rekord znovu vylepšila o více než půl sekundy. Nový rekordní čas 53,29 s byl zároveň do té doby nejlepším světovým časem roku 2011. O nejlepší čas roku ji ještě před mistrovstvím světa připravila Jamajčanka Kaliese Spencerová, která na dalším mítinku Diamantové ligy v Londýně zaběhla výborný čas 52,79 s. Jako druhá žena světových tabulek však Hejnová cestovala do Jižní Koreje v roli kandidátky na jednu z medailí.
Do mistrovství světa vstoupila hladkým vítězstvím v rozběhu, s vypuštěným závěrem doběhla v čase 55,12 s. V semifinále doběhla druhá za Američankou Demusovou v čase 54,76 s. Finále se jí však nevydařilo podle představ, v závěru jí došly síly a doběhla v čase 54,23 s až sedmá. Pro zlatou medaili si doběhla v třetím nejlepším čase historie 52,47 s Američanka Lashinda Demusová. O den později se konaly rozběhy štafet na 4×400 m, Češky doběhly ve svém běhu třetí v čase 3:26,01, což nakonec stačilo na poslední postupové místo mezi finálovou osmičku. Ve finále pak štafeta v sestavě Denisa Rosolová, Zuzana Bergrová, Jitka Bartoničková a Zuzana Hejnová doběhla v čase 3:26,57 sedmá. Zlato vybojovaly s časem 3:18,09 Američanky.

### 2012: Olympijské stříbro
Halové mistrovství světa 2012 v tureckém Istanbulu vynechala, soustředila přípravu na letní vrcholy, kterými byly otevřené mistrovství Evropy 2012 v Helsinkách a především Olympijské hry 2012 v Londýně.

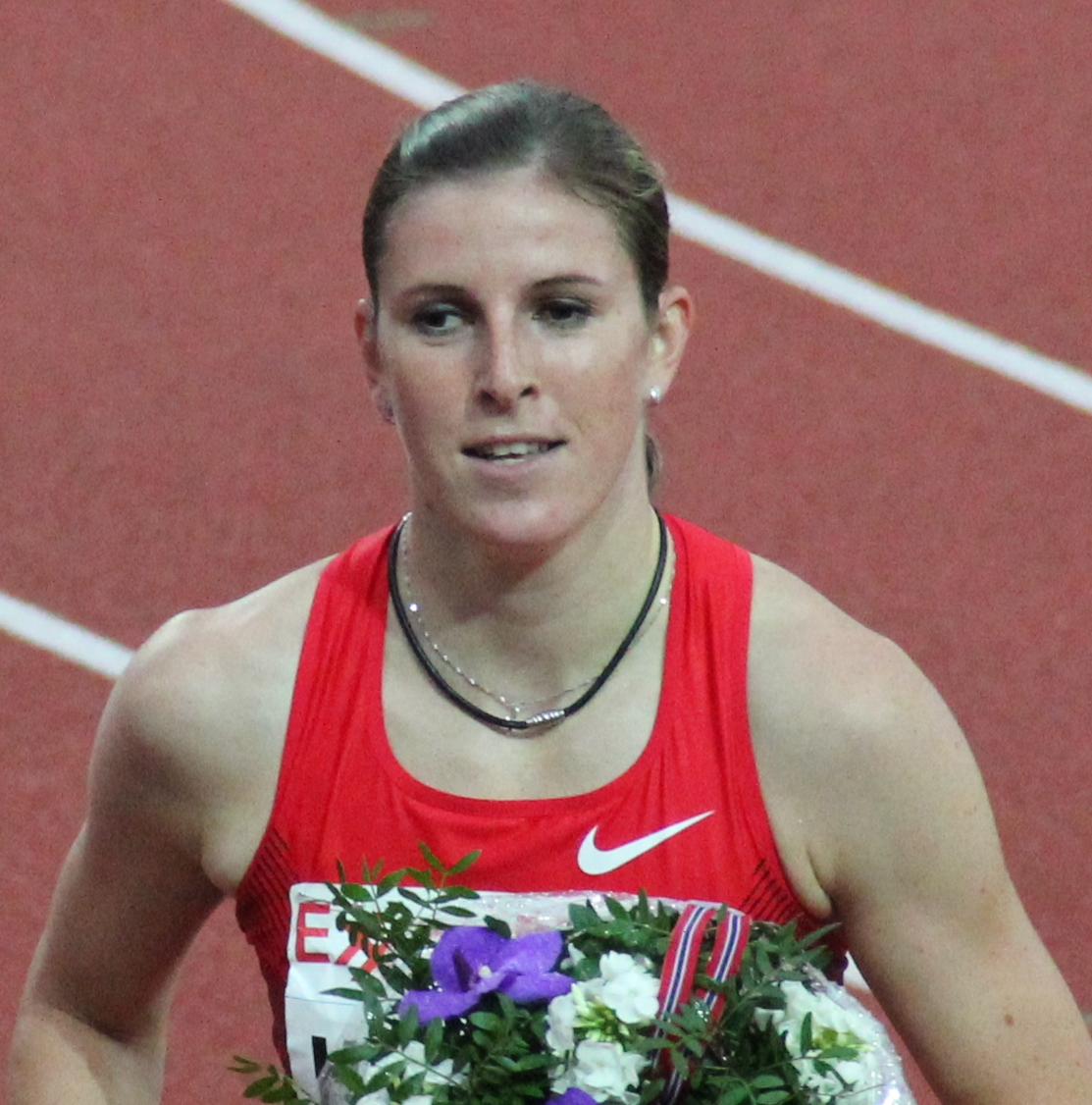
Zuzana Hejnová v roce 2011

Na mistrovství Evropy byla považována za jednu z kandidátek na medaili, ve finále však doběhla s časem 54,49 s až čtvrtá a individuální medaile pod otevřeným nebem jí opět unikla. Reprezentační kolegyně Denisa Rosolová přitom skončila s časem 54,24 s před ní a získala stříbro. Hejnová neúspěch oplakala. Později však prohlásila, že tento neúspěch ji přiměl k důležitým změnám v přípravě, které ji nakonec dovedly k olympijské medaili. Z Helsinek si odvezla alespoň bronz ze štafety 4×400 m. Ve finále českou štafetu rozbíhala, další úseky běžely Zuzana Bergrová, Jitka Bartoničková a Denisa Rosolová.
Na olympijských hrách v Londýně se uvedla výhrou v rozběhu druhým nejlepším časem kvalifikace 53,96 s, poprvé v sezóně se dostala pod hranici 54 sekund. V semifinále doběhla ve svém běhu druhá za Ruskou Anťuchovou, znovu si vylepšila svůj nejlepší čas roku na 53,62 s. Ve finále, které se běželo 8. srpna 2012, si doběhla pro bronzovou medaili ve výborném čase 53,38 s, kterým zaostala pouze devět setin sekundy za svým vlastním českým rekordem. Rychlejší byly pouze zlatá Ruska Natalja Anťuchová s časem 52,70 s (osmý nejrychlejší čas historie) a stříbrná Američanka Lashinda Demusová (úřadující mistryně světa z Tegu) s časem 52,77 s. V roce 2022 byla vítězka Anťuchová dodatečně diskvalifikována kvůli dopingu,> přidělení stříbrné medaile Hejnové potvrdil Mezinárodní olympijský výbor v březnu 2023. Cenný kov převzala společně s ostatními medailistkami z tohoto závodu v srpnu 2024 na opakovaném ceremoniálu během Letních olympijských her v Paříži.
Se štafetou 4×400 m rovněž postoupila do finále. Tam Češky doběhly poslední, po diskvalifikaci Nigérie obsadily 7. příčku. Medaile si odvezly favorizované štafety USA a Jamajky. Po diskvalifikaci Rusek v roce 2022 se Češky zpětně posunuly na konečnou 6. příčku.
V celkové klasifikaci Diamantové ligy skončila v hodnocení disciplíny 400 m překážek třetí, pořadí suverénně ovládla Jamajčanka Kaliese Spencerová, která ovšem na olympiádě brala až čtvrté místo za Hejnovou.
Po skončení sezóny oznámila odchod ze skupiny Rychlý holky a od trenérky Martiny Blažkové. Jejím novým trenérem se stal Dalibor Kupka, který trénuje například i mistra Evropy a českého rekordmana na 400 m Pavla Masláka. Tato spolupráce byla ukončena po konci sezony 2016. Novým trenérem se stal Falk Balzer.
V anketě Sportovec roku skončila v konkurenci zlatých olympijských medailistů a dalších sportovců jedenáctá.

### 2013: Mistryně světa
Na halovém ME ve švédském Göteborgu běžela hladkou čtvrtku. Bez problémů postoupila do šestičlenného finále, ve kterém doběhla v čase 52,12 s čtvrtá, osm setin od medaile. Po závodě si stěžovala na nevýhodnou vnitřní dráhu. Ve štafetě 4×400 m vybojovaly Češky bronz. Štafetu tentokrát rozbíhala Denisa Rosolová, po ní následovaly Jitka Bartoničková, Lenka Masná a Zuzana Hejnová jako finišmanka.
Při závodě Diamantové ligy 6. července 2013 v Paříži zvítězila v novém národním rekordu na 400 metrů s překážkami výkonem 53,23 s a upevnila své vedení v soutěži. Rekord pak na dalším závodě 26. července v Londýně zlepšila na 53,07 s.
Výše uvedenými výkony se v běhu na 400 m př. kvalifikovala na MS 2013 v Moskvě. Zde přesvědčivě vyhrála rozběh (čas 55,25 s) i semifinále (čas 53,52 s) a 15. srpna 2013 ji tedy čekalo velké finále. Mezi osmičkou finalistek chyběly olympijská vítězka z Londýna Ruska Natalja Anťuchová vyřazená v semifinále či Jamajčanka Kaliese Spencerová diskvalifikovaná v rozběhu za špatný přechod překážky. Největší konkurentkou Hejnové tak byla mistryně světa z Tegu 2011 a stříbrná olympijská medailistka z Londýna Lashinda Demusová z USA. Česká reprezentantka však ve finále triumfovala ve velkém stylu, doběhla si pro zlato v čase 52,83 s a druhou v pořadí, Američanku Dalilah Muhammadovou, za sebou zanechala o více než sekundu. Demusová skončila třetí. Vítězný čas znamenal nový český rekord a pro Hejnovou první běh pod hranicí 53 sekund. Zaostala pouze 49 setin sekundy za platným světovým rekordem Rusky Julije Pečonkinové z roku 2003 (52,34 s). Čekal ji ještě start ve štafetě na 4×400 m, české kvarteto však do finále nepostoupilo.
Po mistrovství světa vyhrála i oba závěrečné závody v Diamantové lize a zůstala tak na trati 400 m překážek v sezóně neporažena, když vyhrála všech 13 závodů, ke kterým nastoupila. Vyhrála zároveň i celkové hodnocení disciplíny v rámci Diamantové ligy.
Její úspěšná sezóna se odrazila i v různých sportovních anketách. Byla zvolena českým Atletem roku 2013 i českým Sportovcem roku 2013. V anketě o Světovou atletku roku 2013 ji sice pořadatelé vybrali mezi nejlepší trojici, avšak cenu si nakonec odnesla trojnásobná mistryně světa Jamajčanka Shelly-Ann Fraserová-Pryceová.

### 2014: Ztracená sezóna
Počátkem ledna si při tréninku zlomila zánártní kůstku v levé noze. Toto zranění ji vyřadilo z halové sezóny. To ale nebylo vše. Následné komplikace – bolestivý zánět v patě – ji trápily celé léto a donutily ji vynechat i ME 2014 v Curychu. Zdravotních problémů se zbavila až během podzimu zásluhou několikatýdenní léčby u vyhlášeného německého ortopeda Müllera-Wohlfahrta. V zimě již naplno trénovala, absolvovala soustředění v Jižní Africe a do nové sezóny vzhlížela s optimismem.

### 2015: Opět na vrcholu

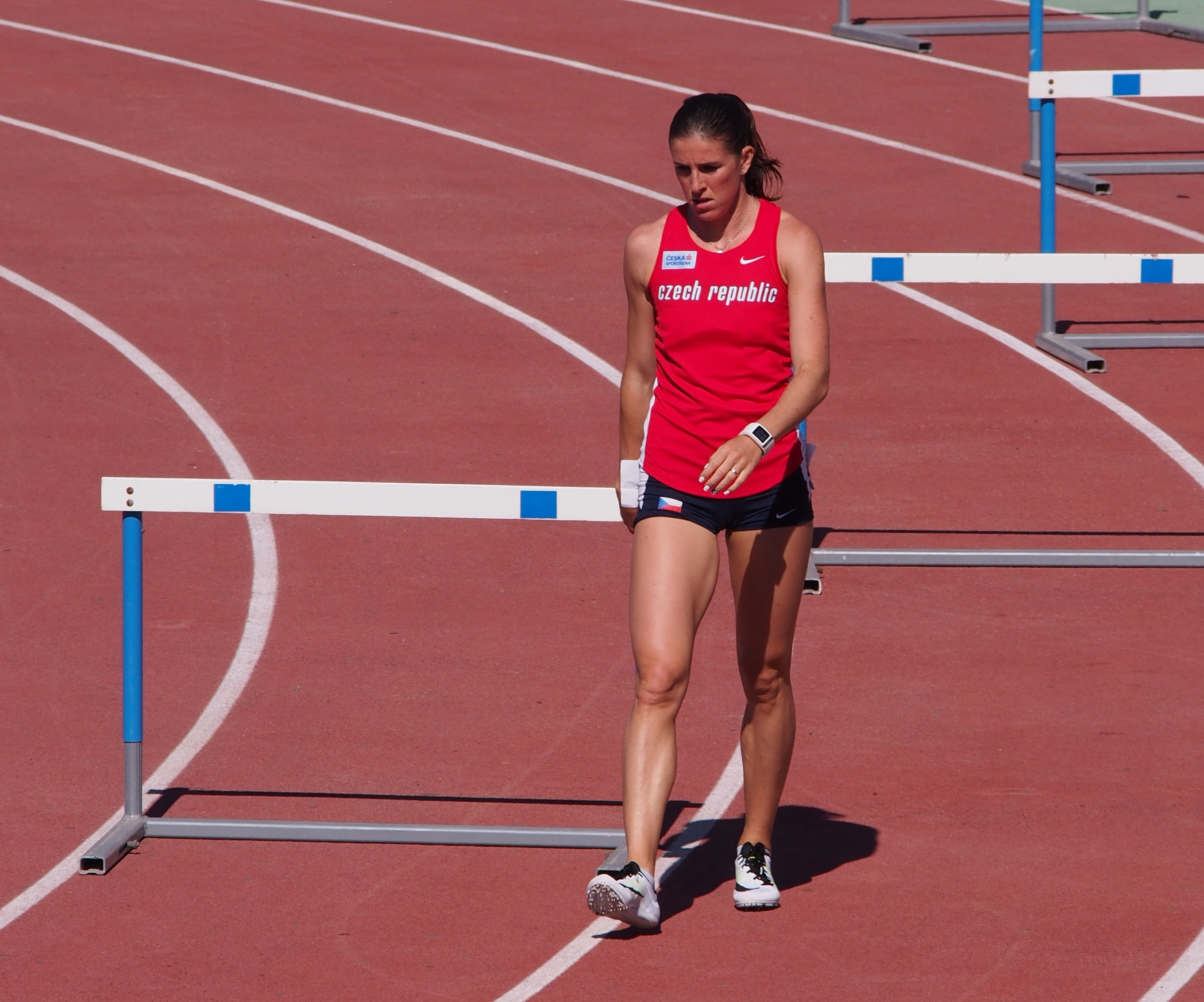
Předstartovní příprava závodu 400 m překážek na ME družstev 2015 v Heráklionu

Na halovém mistrovství Evropy v Praze zvolila trať 800 m, ovšem skončila hned v rozběhu. Štafetě 4×400 m pak pomohla ke 4. místu.
Prvním dokončeným závodem pod otevřeným nebem od návratu po zranění pro ni byla Zlatá tretra Ostrava 2015, kde zvítězila před svou krajankou Denisou Rosolovou v čase 55,13 s. Tento čas jí zároveň zajistil nominaci na MS 2015 v Pekingu. Diamantovou ligu zahájila dvěma třetími místy (Birmingham, Oslo), všechny tři červencové závody však ovládla (Paříž, Londýn, Stockholm) a do Pekingu cestovala jako držitelka druhého nejlepšího času roku (53,76 s z Paříže).
Na MS 2015 v Pekingu přesvědčivě vyhrála svůj rozběh i semifinále a ve finále pak triumfovala v nejlepším čase sezóny 53,50 s. Držitelka do té doby nejlepšího času sezóny Američanka Shamier Littleová skončila s odstupem v čase 53,94 s stříbrná.
Po mistrovství světa si doběhla i pro celkové vítězství v Diamantové lize, když vyhrála i závěrečný mítink v Curychu.

### Konec kariéry
V květnu roku 2022 oznámila Zuzana Hejnová své první těhotenství a zároveň i ukončení profesionální atletické kariéry. Oficiálně se rozloučila (bez aktivní účasti) na mítinku Zlatá tretra v Ostravě dne 31. května 2022.

## Spor o vyobrazení na poštovní známce
V roce 2016 vydala Česká pošta do oběhu poštovní známku o nominální hodnotě 32 Kč z dílny Milana Jaroše, na které je vyobrazena překážkářka. Zuzana Hejnová zastávala názor, že pošta využila jako předlohu fotografii s ní. Od pošty žádá 900 tisíc korun za bezdůvodné obohacování a 150 tisíc korun za nemajetkovou újmu. Pokud by je vysoudila, hodlá je věnovat na sportovní přípravu dětí. Odvolací soud pro Prahu 1 na jaře 2020 konstatoval, že na poštovní známce je doopravdy zobrazena podobizna atletky Zuzany Hejnové. Na podzim 2020 uzavřela Hejnová s poštou smír.

## Účast na velkých akcích
Tato sekce obsahuje přehled výsledků Zuzany Hejnové na letních olympijských hrách a na mistrovstvích světa či Evropy, a to jak pod otevřeným nebem, tak v hale.

### 400m překážek
| Akce     | Místo          | Rozběh  | Rozběh | Semifinále   | Semifinále | Finále       | Finále       | Celkově          |
| Akce     | Místo          | Čas     | Pozice | Čas          | Pozice     | Čas          | Pozice       | Celkově          |
| -------- | -------------- | ------- | ------ | ------------ | ---------- | ------------ | ------------ | ---------------- |
| MS 2005  | Helsinky       | 56,85 s | 4.     | 57,29 s      | 7.         | nepostoupila | nepostoupila | 22.              |
| ME 2006  | Göteborg       | 56,29 s | 3.     | 56,39 s      | 5.         | nepostoupila | nepostoupila | 13.              |
| MS 2007  | Ósaka          | 55,87 s | 4.     | 55,04 s (NR) | 7.         | nepostoupila | nepostoupila | 13.              |
| LOH 2008 | Peking         | 55,91 s | 3.     | 55,17 s      | 4.         | 54,97 s      | 7.           | 7.               |
| MS 2009  | Berlín         | 55,68 s | 3.     | 54,99 s      | 4.         | nepostoupila | nepostoupila | 11.              |
| ME 2010  | Barcelona      | 55,36 s | 1.     | 54,61 s      | 2.         | 54,30 s      | 4.           | 4.               |
| MS 2011  | Tegu           | 55,12 s | 1.     | 54,76 s      | 2.         | 54,23 s      | 7.           | 7.               |
| ME 2012  | Helsinky       | 55,24 s | 1.     | 55,36 s      | 2.         | 54,49 s      | 4.           | 4.               |
| LOH 2012 | Londýn         | 53,96 s | 1.     | 53,62 s      | 2.         | 53,38 s      | 2.           | Stříbrná medaile |
| MS 2013  | Moskva         | 55,25 s | 1.     | 53,52 s      | 1.         | 52,83 s (NR) | 1.           | Zlatá medaile    |
| MS 2015  | Peking         | 54,55 s | 1.     | 54,24 s      | 1.         | 53,50 s      | 1.           | Zlatá medaile    |
| LOH 2016 | Rio de Janeiro | 55,54 s | 6.     | 54,55 s      | 1.         | 53,92 s      | 4.           | 4.               |

### 400m
| Akce     | Místo    | Rozběh  | Rozběh | Semifinále   | Semifinále   | Finále       | Finále       | Celkově |
| Akce     | Místo    | Čas     | Pozice | Čas          | Pozice       | Čas          | Pozice       | Celkově |
| -------- | -------- | ------- | ------ | ------------ | ------------ | ------------ | ------------ | ------- |
| HMS 2008 | Valencie | 53,04 s | 4.     | 53,16 s      | 4.           | nepostoupila | nepostoupila | 7.      |
| HMS 2010 | Dauhá    | 53,56 s | 3.     | nepostoupila | nepostoupila | nepostoupila | nepostoupila | 13.     |
| HME 2013 | Göteborg | 53,20 s | 1.     | 51,27 s      | 2.           | 52,12 s      | 4.           | 4.      |

### 800m
| Akce     | Místo | Rozběh  | Rozběh | Semifinále   | Semifinále   | Finále       | Finále       | Celkově |
| Akce     | Místo | Čas     | Pozice | Čas          | Pozice       | Čas          | Pozice       | Celkově |
| -------- | ----- | ------- | ------ | ------------ | ------------ | ------------ | ------------ | ------- |
| HME 2015 | Praha | 2:05,34 | 4.     | nepostoupila | nepostoupila | nepostoupila | nepostoupila | 15.     |

### Halový pětiboj
| Akce     | Místo | Pětiboj  | Pětiboj | Pětiboj | Pětiboj | Pětiboj | Celkově   | Celkově |
| Akce     | Místo | 60 m př. | Výška   | Koule   | Dálka   | 800 m   | Body      | Pořadí  |
| -------- | ----- | -------- | ------- | ------- | ------- | ------- | --------- | ------- |
| HME 2011 | Paříž | 8,25 s   | 180 cm  | 12,11 m | 573 cm  | 2:09,93 | 4453 bodů | 7.      |

### Štafeta 4 × 400m
| Akce     | Místo    | Rozběh  | Rozběh | Finále       | Finále       | Celkově          |
| Akce     | Místo    | Čas     | Pozice | Čas          | Pozice       | Celkově          |
| -------- | -------- | ------- | ------ | ------------ | ------------ | ---------------- |
| ME 2006  | Göteborg | 3:34,47 | 7.     | nepostoupily | nepostoupily | 10.              |
| HMS 2008 | Valencie | —       | —      | 3:34,53      | 4.           | 4.               |
| HMS 2010 | Dauhá    | —       | —      | 3:30,05      | 3.           | Bronzová medaile |
| MS 2011  | Tegu     | 3:26,01 | 3.     | 3:26,57      | 7.           | 7.               |
| ME 2012  | Helsinky | 3:30,86 | 3.     | 3:26,02      | 3.           | Bronzová medaile |
| LOH 2012 | Londýn   | 3:26,20 | 4.     | 3:27,77      | 6.           | 6.               |
| HME 2013 | Göteborg | —       | —      | 3:28,49      | 3.           | Bronzová medaile |
| MS 2013  | Moskva   | 3:30,48 | 4.     | nepostoupily | nepostoupily | 11.              |
| HME 2015 | Praha    | —       | —      | 3:32,08      | 4.           | 4.               |

## Vývoj českého rekordu na trati 400m překážek
Pro srovnání: Platný světový rekord na této trati drží Sydney McLaughlinová-Levroneová časem 50,68 s dosaženým na MS 2022 v Eugene.
| Čas     | Atletka        | Datum             | Místo     | Poznámka                                |
| ------- | -------------- | ----------------- | --------- | --------------------------------------- |
| 56,18 s | Anna Filičková | 24. července 1983 | Praha     |                                         |
| 55,89 s | Zuzana Hejnová | 23. července 2005 | Kaunas    | ME juniorů                              |
| 55,87 s | Alena Rücklová | 20. srpna 2005    | İzmir     | světová univerziáda                     |
| 55,83 s | Zuzana Hejnová | 17. června 2006   | Praha     | první liga Evropského poháru v atletice |
| 55,04 s | Zuzana Hejnová | 28. srpna 2007    | Ósaka     | semifinále MS 2007                      |
| 54,96 s | Zuzana Hejnová | 12. června 2008   | Ostrava   | mítink Zlatá tretra                     |
| 54,94 s | Zuzana Hejnová | 7. června 2009    | Lausanne  | mítink                                  |
| 54,90 s | Zuzana Hejnová | 28. července 2009 | Monako    | mítink                                  |
| 54,13 s | Zuzana Hejnová | 10. června 2010   | Řím       | mítink Diamantové ligy                  |
| 53,87 s | Zuzana Hejnová | 18. června 2011   | Stockholm | ME družstev                             |
| 53,29 s | Zuzana Hejnová | 8. července 2011  | Paříž     | mítink Diamantové ligy                  |
| 53,23 s | Zuzana Hejnová | 6. července 2013  | Paříž     | mítink Diamantové ligy                  |
| 53,07 s | Zuzana Hejnová | 26. července 2013 | Londýn    | mítink Diamantové ligy                  |
| 52,83 s | Zuzana Hejnová | 15. srpna 2013    | Moskva    | finále MS 2013                          |

## Nejlepší výkony Zuzany Hejnové v běhu na 400 metrů překážek
| Výkon   | Pořadí          | Místo   | Datum             | Závod                               |
| ------- | --------------- | ------- | ----------------- | ----------------------------------- |
| 52,83 s | 1.              | Moskva  | 15. srpna 2013    | mistrovství světa                   |
| 53,07 s | 1.              | Londýn  | 26. července 2013 | London Grand Prix / Diamantová liga |
| 53,23 s | 1.              | Paříž   | 6. července 2013  | Meeting Areva / Diamantová liga     |
| 53,29 s | 1.              | Paříž   | 8. července 2011  | Meeting Areva / Diamantová liga     |
| 53,32 s | 1.              | Ostrava | 27. června 2013   | Zlatá tretra                        |
| 53,32 s | 1.              | Curych  | 29. srpna 2013    | Weltklasse / Diamantová liga        |
| 53,38 s | 3.              | Londýn  | 8. srpna 2012     | olympijské hry                      |
| 53,50 s | 1.              | Peking  | 26. srpna 2015    | mistrovství světa                   |
| 53,52 s | 1. (semifinále) | Moskva  | 13. srpna 2013    | mistrovství světa                   |
| 53,60 s | 1.              | Oslo    | 13. června 2013   | Bislett Games / Diamantová liga     |

## Výkony Zuzany Hejnové v jednotlivých sezónách

### Běh na 400metrů překážek
| rok  | výkon   | pořadí svět | pořadí Evropa | pořadí ČR | pořadí juniorky svět | pořadí juniorky Evropa |
| ---- | ------- | ----------- | ------------- | --------- | -------------------- | ---------------------- |
| 2002 | 58,42 s | 140=        | 54=           | 2         | 20                   | 4                      |
| 2003 | 57,54 s | 98          | 42            | 2         | 8                    | 2                      |
| 2004 | 57,44 s | 116=        | 55=           | 2         | 6=                   | 2                      |
| 2005 | 55,89 s | 36=         | 17=           | 2         | 2                    | 1                      |
| 2006 | 55,83 s | 36          | 21            | 1         | –                    | –                      |
| 2007 | 55,04 s | 19          | 9             | 1         | –                    | –                      |
| 2008 | 54,96 s | 17          | 7             | 1         | –                    | –                      |
| 2009 | 54,90 s | 14          | 6             | 1         | –                    | –                      |
| 2010 | 54,13 s | 5           | 3             | 1         | –                    | –                      |
| 2011 | 53,29 s | 4           | 1             | 1         | –                    | –                      |
| 2012 | 53,38 s | 3           | 2             | 1         | –                    | –                      |
| 2013 | 52,83 s | 1           | 1             | 1         | –                    | –                      |
| 2014 | 55,86 s | 35          | 12            | 2         | –                    | –                      |
| 2015 | 53,50 s | 1           | 1             | 1         | –                    | –                      |
| 2016 | 53,92 s | 5           | 2             | 1         | –                    | –                      |

Symbol rovnítka (=) označuje, že stejného výkonu dosáhly dvě či více atletek.

## Úspěchy v Diamantové lize
Diamantová liga je každoroční seriál atletických mítinků pořádaný od roku 2010.
| Rok  | Mítink     | Výsledek         |
| ---- | ---------- | ---------------- |
| 2010 | Gateshead  | Stříbrná medaile |
| 2010 | Curych     | Stříbrná medaile |
| 2010 | Londýn     | Stříbrná medaile |
| 2011 | Oslo       | Zlatá medaile    |
| 2011 | Paříž      | Zlatá medaile    |
| 2012 | Řím        | Bronzová medaile |
| 2012 | Monako     | Zlatá medaile    |
| 2012 | Birmingham | Bronzová medaile |
| 2012 | Brusel     | Bronzová medaile |
| 2013 | Šanghaj    | Zlatá medaile    |
| 2013 | Eugene     | Zlatá medaile    |
| 2013 | Oslo       | Zlatá medaile    |
| 2013 | Paříž      | Zlatá medaile    |
| 2013 | Londýn     | Zlatá medaile    |
| 2013 | Stockholm  | Zlatá medaile    |
| 2013 | Curych     | Zlatá medaile    |
| 2015 | Birmingham | Bronzová medaile |
| 2015 | Oslo       | Bronzová medaile |
| 2015 | Paříž      | Zlatá medaile    |
| 2015 | Londýn     | Zlatá medaile    |
| 2015 | Stockholm  | Zlatá medaile    |
| 2015 | Curych     | Zlatá medaile    |

## Série neporazitelnosti na trati 400m překážek
| #   | Datum             | Čas     | Místo      | Poznámka                                     |
| --- | ----------------- | ------- | ---------- | -------------------------------------------- |
| 1.  | 24. dubna 2013    | 54,41 s | Des Moines | mítink Drake Relay                           |
| 2.  | 18. května 2013   | 53,79 s | Šanghaj    | mítink Diamantové ligy IAAF                  |
| 3.  | 31. května 2013   | 53,70 s | Eugene     | mítink Diamantové ligy IAAF                  |
| 4.  | 10. června 2013   | 54,55 s | Praha      | Premium mítink EA – Memoriál Josefa Odložila |
| 5.  | 13. června 2013   | 53,60 s | Oslo       | mítink Diamantové ligy IAAF                  |
| 6.  | 27. června 2013   | 53,32 s | Ostrava    | mítink IAAF – Zlatá tretra                   |
| 7.  | 6. července 2013  | 53,23 s | Paříž      | mítink Diamantové ligy IAAF                  |
| 8.  | 26. července 2013 | 53,07 s | Londýn     | mítink Diamantové ligy IAAF                  |
| 9.  | 12. srpna 2013    | 55,25 s | Moskva     | mistrovství světa – rozběh                   |
| 10. | 13. srpna 2013    | 55,52 s | Moskva     | mistrovství světa – semifinále               |
| 11. | 15. srpna 2013    | 52,83 s | Moskva     | mistrovství světa – finále                   |
| 12. | 22. srpna 2013    | 53,70 s | Stockholm  | mítink Diamantové ligy IAAF                  |
| 13. | 29. srpna 2013    | 53,32 s | Curych     | finálový mítink Diamantové ligy IAAF         |